# Quartier du Hédas
Le Hédas est l'un des quartiers historiques de la ville de Pau, situé dans le département français des Pyrénées-Atlantiques. Le quartier était jadis appelé Quartier de la Fontaine, Côte de la Fontaine voire Faubourg de la Fontaine,. En béarnais, son nom antique était Coste de la Hount.   
Le quartier est situé dans la ville basse et a longtemps souffert d’une mauvaise réputation. Ce quartier était autrefois celui des artisans, des cabarets et des auberges. Le quartier du Hédas s’étend sur 1,3 km, du château de Pau à la place d’Espagne, dans le ravin de l'ancien ruisseau du Hédas, ancien affluent aujourd'hui disparu du Gave de Pau, dont la profondeur varie de 6 à 20 mètres.  
Ce ruisseau aujourd’hui entièrement souterrain, qui prend sa source à environ 6 km à l’est de Pau, à Idron et se jette dans le gave de Pau en aval du château de Pau. C'est ce ruisseau qui a donné son nom au ravin, ainsi qu’au quartier. Le ruisseau est comblé dans les années 1850 afin de créer le canal du Hédas, qui est le plus ancien de la ville. 
L'architecture typique du quartier offre des façades de galets, provenant de l'ancien lit du ruisseau. 
Au XXIe siècle, c'est l'un des quartiers les plus vivants de Pau, abritant de nombreux bars et restaurants,. Le quartier est aussi devenu depuis la rénovation de 2017 un point de rencontre et de promenade pour les familles. 
Le point central se trouve place Récaborde, du nom de l'ancien rugbyman et résistant béarnais François Recaborde natif du quartier, est le centre du Carnaval biarnés et de Hestiv'Òc. Depuis le 1er Juillet 2022, le quartier accueille La Ciutat, nouveau cœur de la culture béarnaise,.

## Géographie

### Situation
Le quartier du Hédas tire son nom de l'ancien ruisseau qui serpentait autrefois à cet endroit. Le ravin du Hédas, situé au cœur de la ville de Pau, rappelle son cours, délimitant une butte sur l'extrémité ouest de laquelle a été construit le château de Pau. 
Le dénivelé du ravin varie de 20 m à 6 m par rapport à la ville haute.
L'accès au quartier se fait par la rue René Fournets ou la rue de la Fontaine, et des accès piétons sont possibles depuis le parc du Château de Pau et la place de la Monnaie, et également depuis la place d'Espagne.
Un ascenseur accessible depuis la place d'Espagne permet de rejoindre la très commerçante rue des Cordeliers surplombant le quartier. 

#### Ancien cours du ruisseau
Le Hédas prenait sa source dans l’ancienne propriété Docteur Boutilhe, à proximité de la route de Tarbes. Le ruisseau traversait ensuite l’Asile Saint-Luc (Centre Hospitalier des Pyrénées de nos jours), l’avenue des Lauriers, puis l’avenue Thiers pour aboutir à la rue Emile-Garet, à son extrémité Ouest, et suivre le ravin du Hédas pour se jeter dans le canal des usines Heïd à la rue des Ponts.

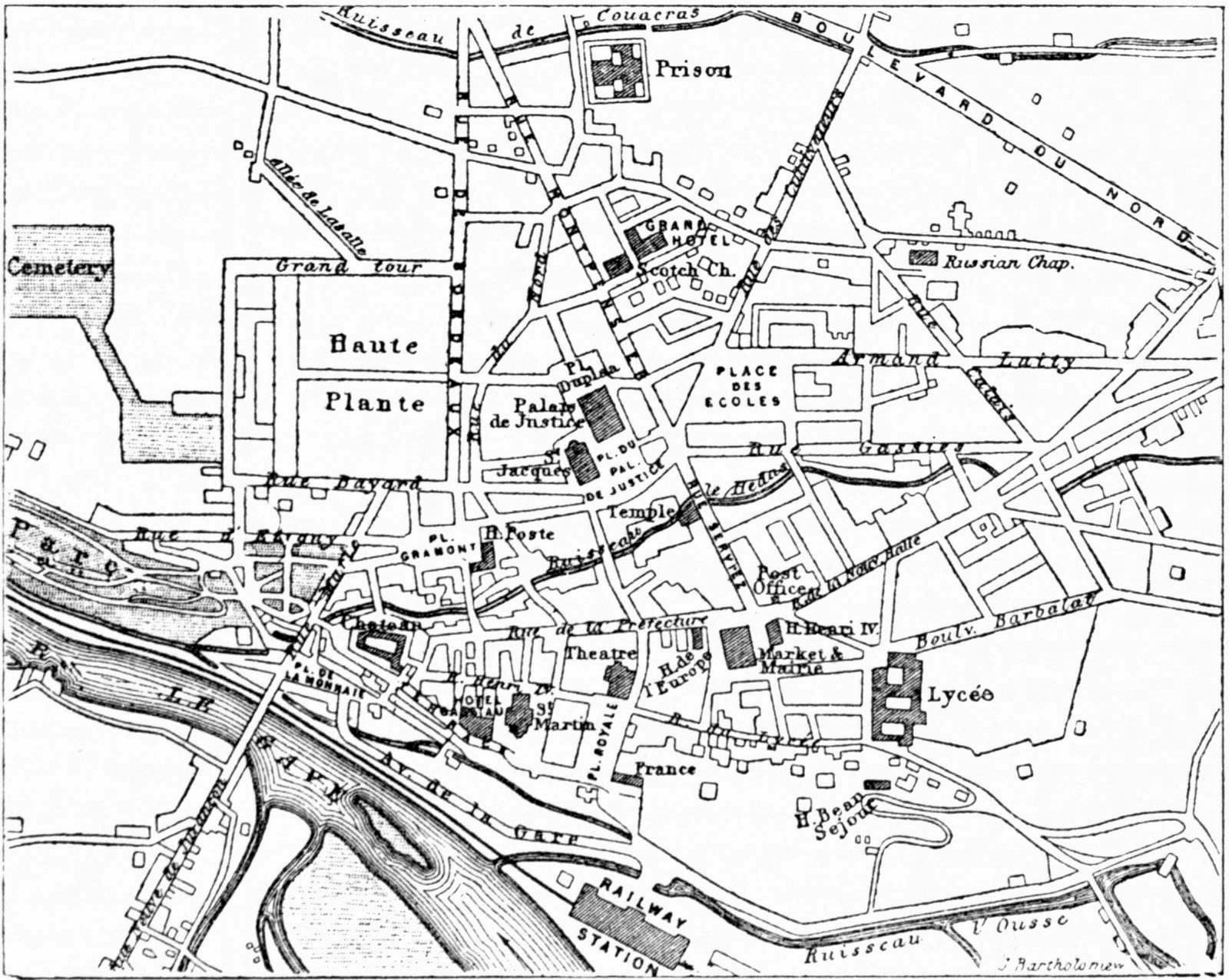
L'ancien cours ruisseau du Hédas en 1885, publié dans Encyclopædia Britannica (9th edition), v. 18, 1885, p. 414.
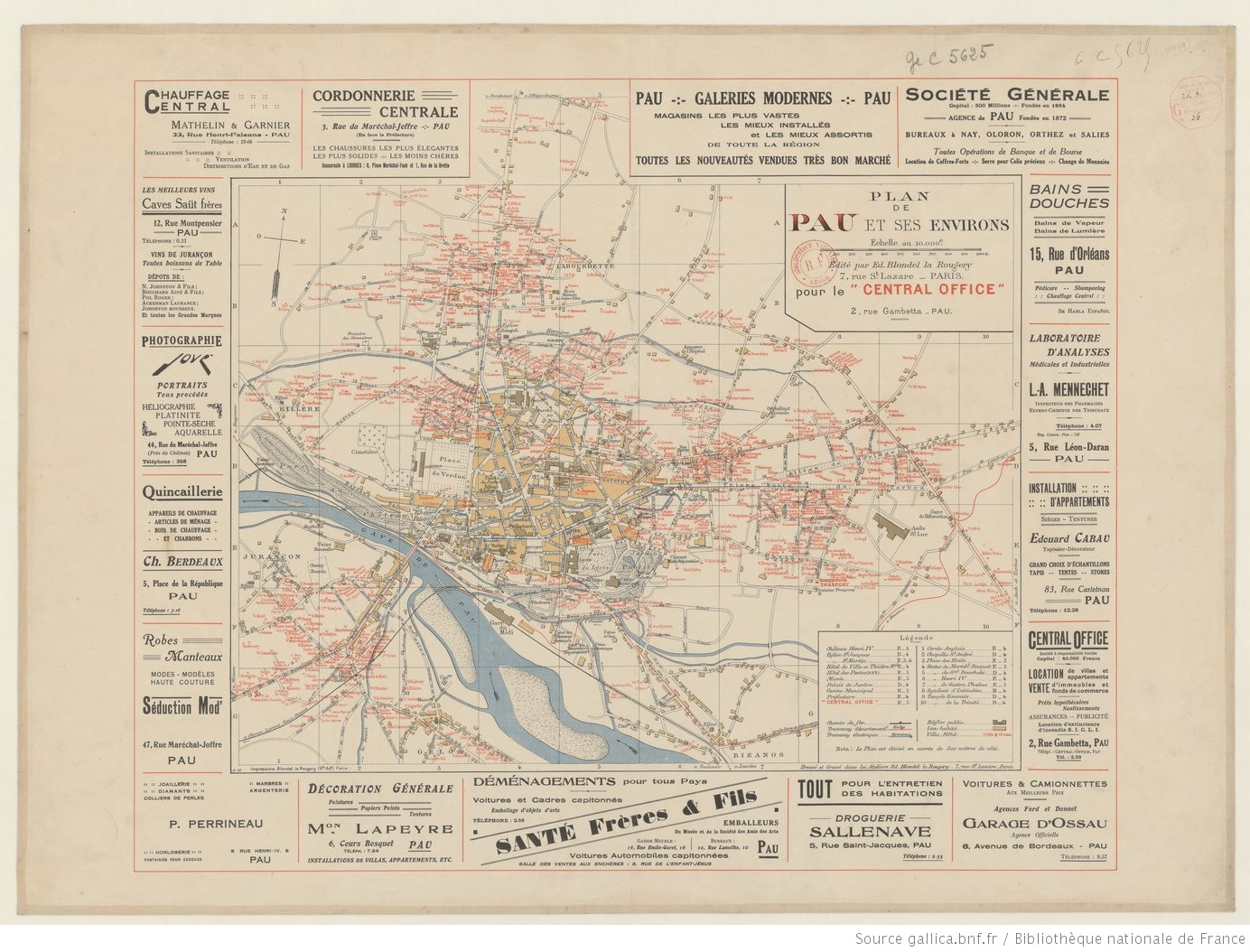
Plan de Pau et ses environs en 1929 avec l'ancien cours ruisseau du Hédas.

### Morphologie urbaine
L'architecture typique du quartier se compose de maison à étages, différant de l'habitat traditionnel des campagnes béarnaises, la maison béarnaise, puisque le quartier est composé de maisons à étages avec des façades de galets provenant de l'ancien lien du ruisseau. 

## Histoire

### Moyen Âge

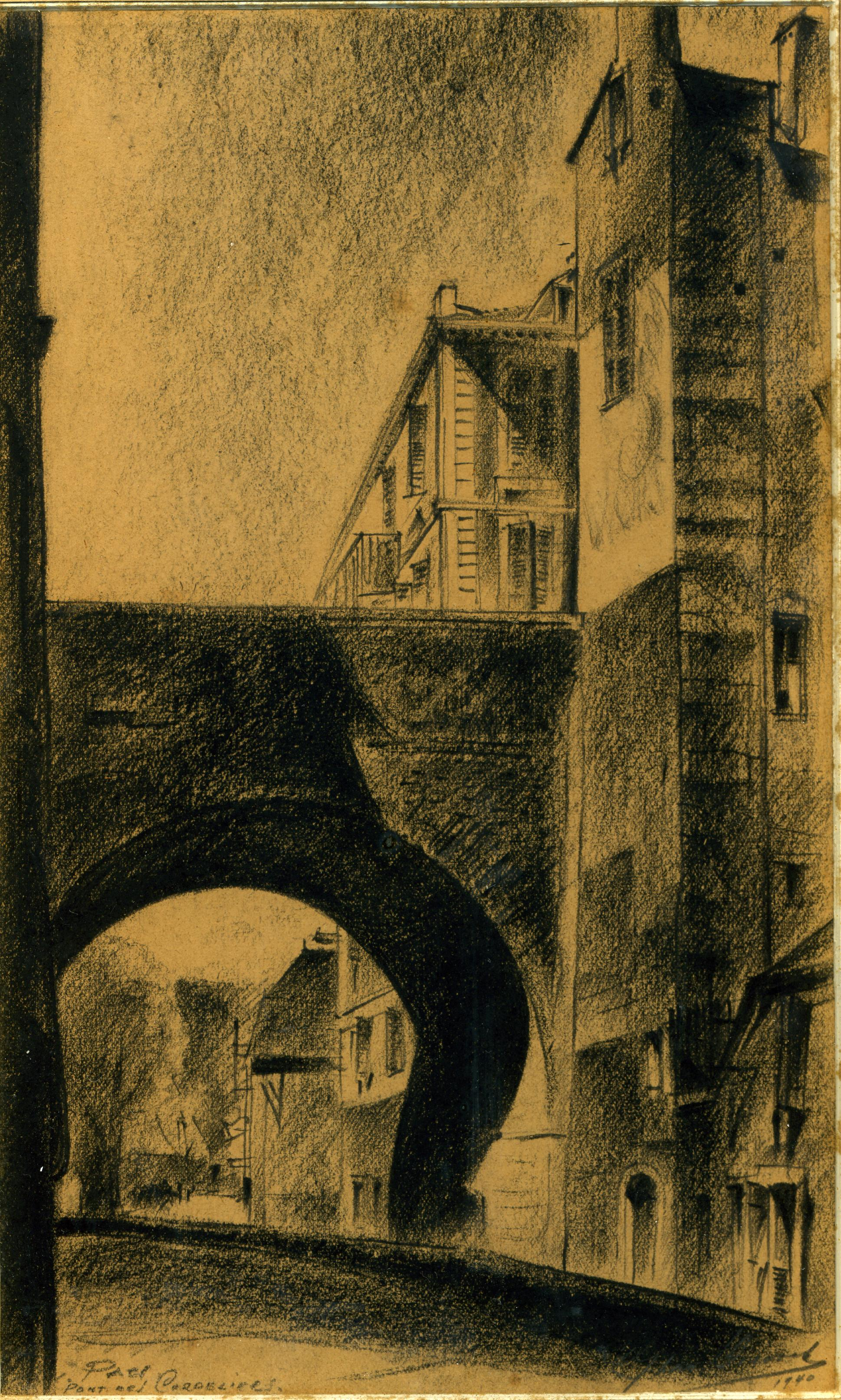
Le vieux pont de la rue des Cordeliers surplombant le Hédas.

Le ravin du Hédas offrait aux Vicomtes de Béarn, basés au château de Pau, et aux habitants du Borg Vielh une protection défensive naturelle, alors que le ruisseau alimentait la ville en eau potable.   
En 1587, les rives du Hédas servent de pâturages communaux jusqu’au XIXe siècle. Toutefois, l’abattoir créé dès 1493 y occasionnait de fortes nuisances olfactives.  
L’abattoir est ensuite déplacé sur les bords du Gave de Pau, dans le quartier de la Monnaie à partir de 1737.   
Il a traîné, du Moyen Âge au XXIe siècle, une mauvaise réputation en raison d'une histoire mouvementée et d'une situation géographique particulière.   
Le quartier du Hédas a pendant longtemps été méprisé par les Palois, celui-ci servant essentiellement de source d'eau et de lieu de pâturage pour les troupeaux.  
C'est également à partir de ce ruisseau que l'on venait chercher les cailloux et le sable nécessaire pour la construction des maisons, ou encore paver les rues de la ville haute. 
Selon la légende, le quartier était également le lieu des duels à l'épée à partir du XVIe siècle.  
Enfin, l’étroitesse des ruelles ainsi que la petitesse des maisons rendaient également le quartier peu accueillant aux yeux des autres habitants de la ville. 

### Renaissance
L’atout défensif que représentait le ruisseau du Hédas au Moyen Âge s'estompe et se transforme en obstacle à franchir lorsque la ville veut s’étendre vers l’Est et le Nord.    
Après le couronnement de Louis XIII, l'une de ses premières décisions est de rendre le libre exercice du culte catholique à tout le Béarn, et la ville de Pau, terres très calvinistes sous le règne de Jeanne d'Albret, seul état protestant d'Europe du Sud.   
Cette décision prévue par l'édit de Nantes mais non appliquée par Henri IV, puis la régente Marie de Médicis déclenche un mouvement de résistance au nom de la « cause réformée », et en juin 1620, lassé par les atermoiements du parlement, décide de marcher sur le Béarn afin d'imposer l'exécution de son édit de 1617.   
Ainsi, le mouvement de la Contre-réforme initié par Louis XIII, a pour conséquence l’implantation de nombreux couvents à Pau. Les Cordeliers s'installent sur les rives du Hédas en 1651. Ils y construisent la chapelle des Cordeliers, achevée en 1659. Les Cordeliers désignaient les Franciscains établis en France. Selon la légende, le roi Saint Louis, lors d'une croisade, aurait demandé l'identité de ces religieux si combatifs envers les Sarrasins. Il lui aurait été répondu qu’ils étaient « de cordes liés », puisque ces moines arboraient sur leur robe de bure une grosse corde pleine de nœuds. 
En 1659, le quartier était fort pauvre et regroupait 70% des artisans de Pau. 

### Révolution
Durant la période révolutionnaire, le quartier ne change guère. Toutefois, la communauté religieuse des Cordeliers, établie lors de la Contre-Réforme disparait. En conséquence, le Couvent des Cordeliers (aujourd'hui place de la Libération, face au Palais de Justice de Pau) devient donc propriété de la Ville, qui le fait démolir afin de s'étendre vers le Nord. 
Après le pont des Cordeliers, le Pont Neuf et la rue Rivarès, un nouvel axe de développement s’ouvre vers nord : la ville a définitivement vaincu le ravin du Hédas.

### Belle Époque
En 1852, Jean Théodore Heïd hypothèque ses propriétés, rue Marca, afin d'acquérir les moulins. L’installation de la minoterie Heïd attire d’autres entreprises, et marquant le début de l’essor industriel du bas du Quartier du Hédas, les nombreux canaux fournissant l'énergie nécessaire aux usines.  
Cette zone était auparavant composée uniquement de saligues.  
La mauvaise réputation du ruisseau et du quartier vient également de son rôle d'égout naturel puisque les ordures de la ville y étaient déversées. L'arrêté préfectoral du 29 mai 1857 avait autorisé la Ville à recouvrir le ruisseau à travers la Ville, entre la rue Emile-Garet et le pont du château, rue Marca.  
Les travaux de curage, en amont de la rue Émile-Garet jusqu’à la source étaient toujours à la charge des propriétaires. 
En 1854, pour mettre un terme aux nuisance, la ville de Pau débute le comblement du ruisseau. 
À partir de 1873, la ville met en place le tout-à-l'égout et le lit du ruisseau devient alors le collecteur de la ville,. 
Au XXIe siècle, ce collecteur est enfoui à plus de 3 mètres au-dessous du sol. L'entrée s'effectue par la place Récaborde.
La mauvaise réputation du quartier se poursuivit au cours du XIXe siècle puisque la maison du dernier bourreau de Pau y était sise. Jean Ferrou y meurt en 1885 après avoir racheté la quasi-totalité du quartier.

### Quartier espagnol auXXesiècle

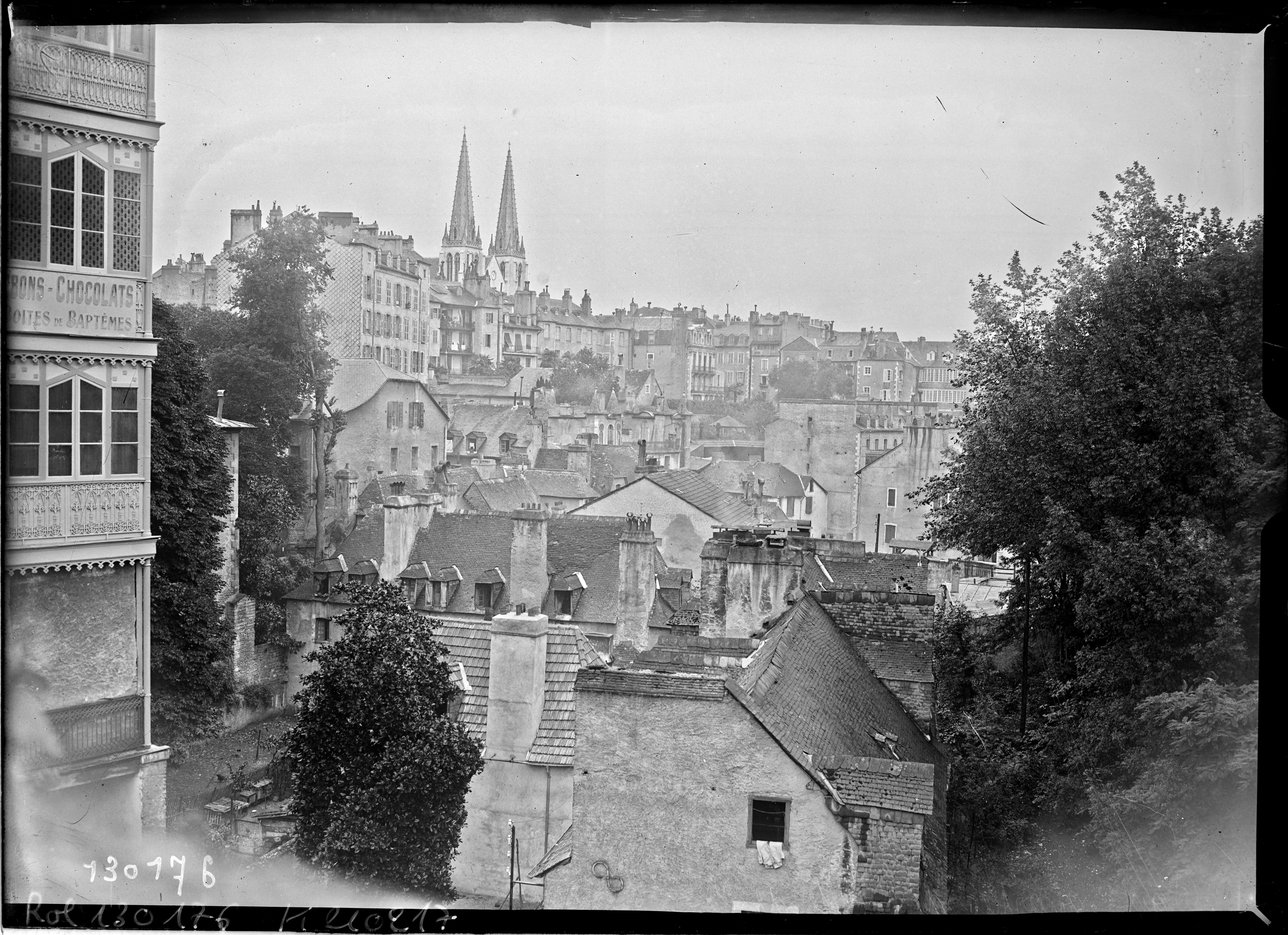
Pau, vue du Taudis du Hédas en 1928.

Au début du XXe siècle, l'auteur Celou Arasco né en 1921 de mère béarnaise et de père d'origine espagnole, voit le jour dans ce quartier. Arasco obtient le Prix Fénéon en 1950 pour son roman La Côte des malfaisants, qui met en exergue la mauvaise réputation du quartier. Initialement publié en 1948, l'histoire se déroule dans les années 1930, au cœur du  Hédas, reflétant les souvenirs d'enfance d'Arasco.
Au cours du XXe siècle, à la suite de la Guerre d'Espagne, plusieurs centaines de réfugiés espagnols furent accueillis au sein du quartier. Un tiers d'entre eux étaient originaires d'Aragon. Il s'agissait essentiellement une émigration économique, mais l'identité commune pyrénéenne facilita l'intégration de ces populations. 
Le quartier était ainsi surnommé "la petite Espagne" ou "la Cuesta la Fuente". 
Un club de football appelé US Fontaine, basé au 11 bis rue des Cordeliers, y est actif dans les années 30. 

#### Plan Léon Jaussely
Dans les années 1920, le plan d'aménagement, d'embellissement et d'extension de Pau de l'architecte Léon Jaussely pour la modernisation de Pau dans le cadre de la loi Cornudet, envisage de transformer le quartier du Hédas en vaste jardin de centre-ville,,.

### Résistance des Guerilleros du Béarn

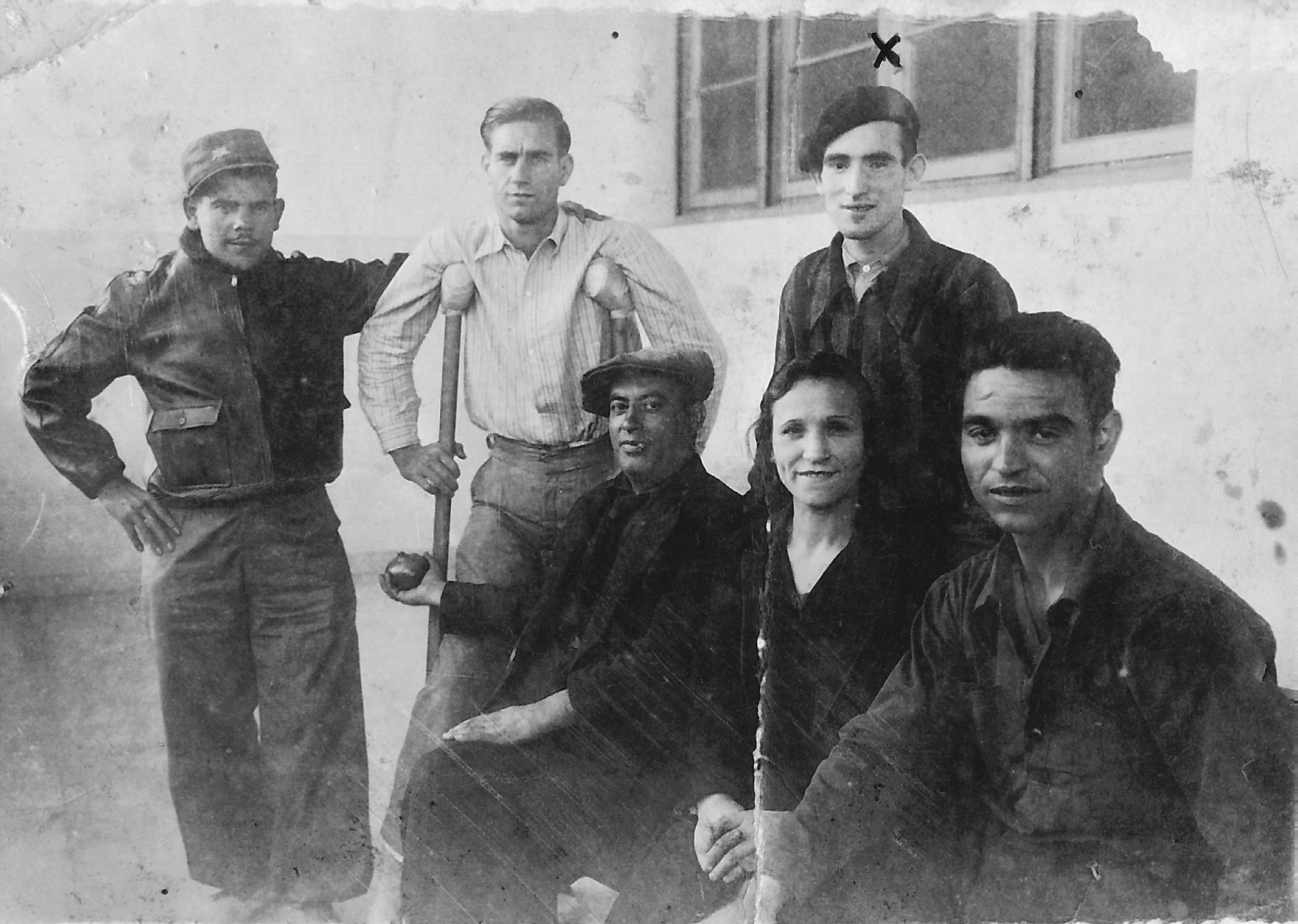
Félix Burguete, coiffé d’un béret, pendant la guerre d’Espagne.

C'est dans le quartier du Hédas que naquit le mouvement des guerilleros du Béarn durant la Seconde Guerre mondiale.   
Sous la direction de Félix Burguete García, qui s'était fait connaitre à l'occasion de la visite du Maréchal Pétain à Pau en inscrivant des slogans hostiles aux Nazis «A bas les Boches», «Pas de collaboration avec les Allemands» dans les rues de la ville,.  
Les résistants se rassemblent au maquis de Pédehourat, au maquis du Bager et au col de Marie-Blanque. Ils sont en contact réguliers avec le Corps franc Pommiès et Etienne Martin au Maquis du Bager,,.  
Ces guerilleros étaient vraisemblablement une centaine, et pour la majorité d'entre eux des républicains espagnols,. 
Le 17 juillet 1944, les troupes allemandes menèrent une opération contre le maquis et exécutèrent sommairement dix personnes à Buziet.   
Un monument y a été inauguré en 1998.  

### Libération et lutte contre l'habitat insalubre
Le film Et vint le jour de la vengeance, sorti en 1964, eut le quartier pour décor afin de raconter la vie d'un anarchiste espagnol fuyant la guerre civile espagnole.
C'est également au milieu des années 60 que la municipalité de Louis Sallenave lance une opération pour lutter contre l'habitat insalubre de la zone appelée 'Taudis du Hédas", située à l'emplacement de l'actuelle Place Récaborde. La ville choisit donc de détruire le cœur du quartier pour engager sa future reconstruction. 
Treize immeubles sont ainsi détruits, donnant naissance à la place Récaborde. 
Le quartier perd un grand nombre d'habitants mais gagne en aération, relogés dans le nouveau quartier Saragosse. Louis Sallenave nomme ce nouveau quartier en hommage aux liens historiques entre le Béarn et l'Aragon.

### La Ciutat auXXIesiècle
Romain Dupuy est arrêté dans ce quartier.
Entièrement rénové en 2017, le Hédas est désormais un quartier animé du centre-ville de Pau et un lieu de promenade pour les familles en plein cœur de la ville. Il abrite aujourd'hui de nombreux bars et restaurants, et tend à reprendre le flambeau des nuits festives qu'occupait auparavant le Quartier du Triangle. 

« Le Hédas, c’est l’histoire de Pau. Sa malédiction a été son odeur pestilentielle qui a fait que pendant très longtemps, le chemin a été ressenti comme un lieu mal famé, avec une mauvaise réputation »

— François Bayrou
Le quartier est également le lieu d'une intense activité associative avec douze associations en son sein. L'association Anaram Au Patac, qui s'est refondé en Libertat !, y tient un bar associatif: « la Tor deu Borrèu » en béarnais / occitan, soit « la Tour du bourreau » en français.
Ancien ruisseau devenu égout, le Hédas, situé au cœur de la ville de Pau, est devenu un centre de ressources associatif, universitaire, scientifique, éditorial, un lieu de partage et de transmission, un espace de création artistique.
Le quartier est désormais voué à promouvoir la culture béarnaise, dans le cadre d'un projet de développement, de création, de valorisation et de diffusion de la langue et de l’identité béarnaise. Un établissement scolaire en langue béarnaise regroupant la calandreta et un collège devrait ainsi voir le jour. 
Quelques comparaisons de l'avant-après sont accessibles sur l'article de la La République des Pyrénées sur le sujet .

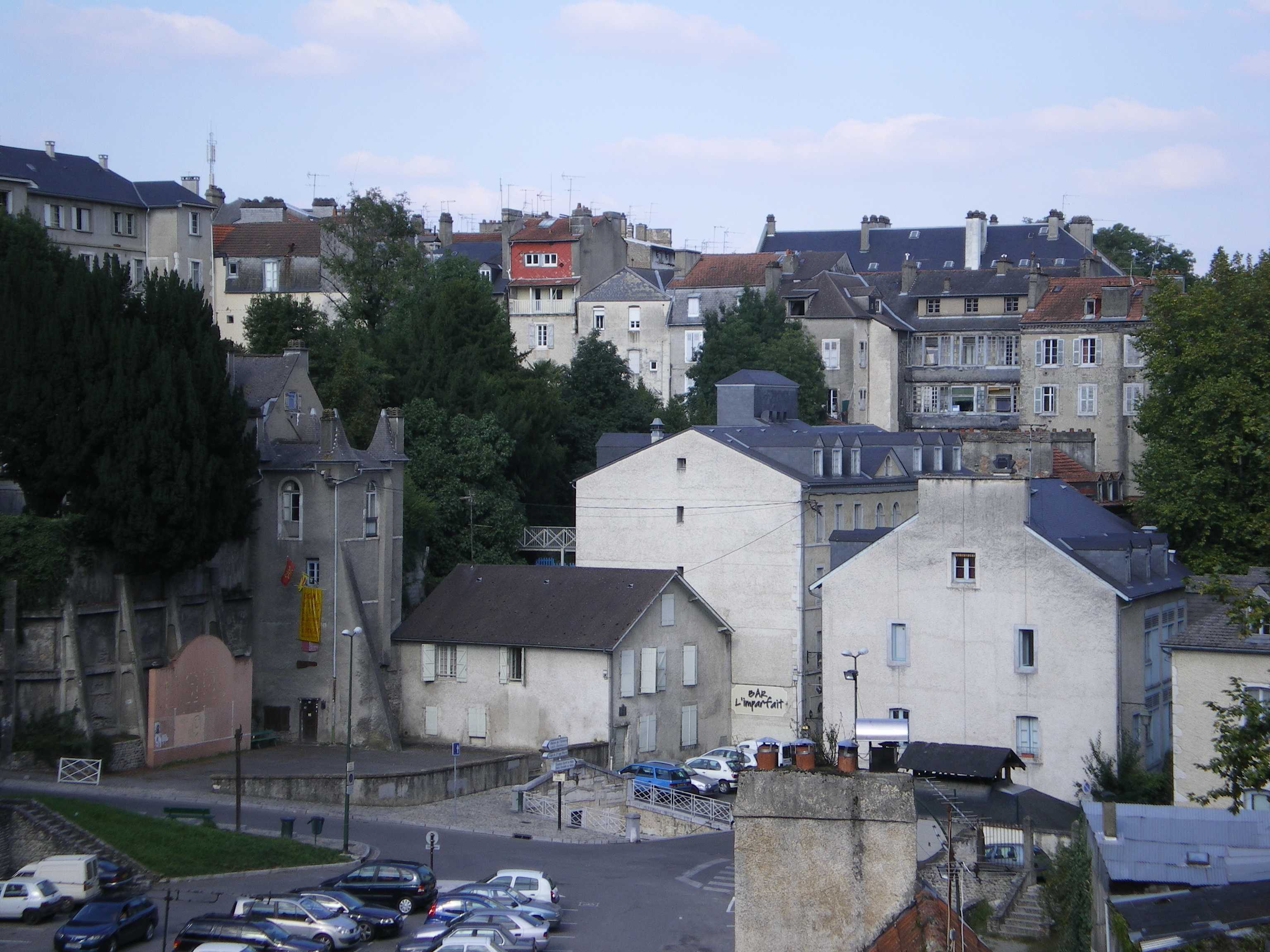
Vue du quartier depuis la ville haute avant la rénovation.
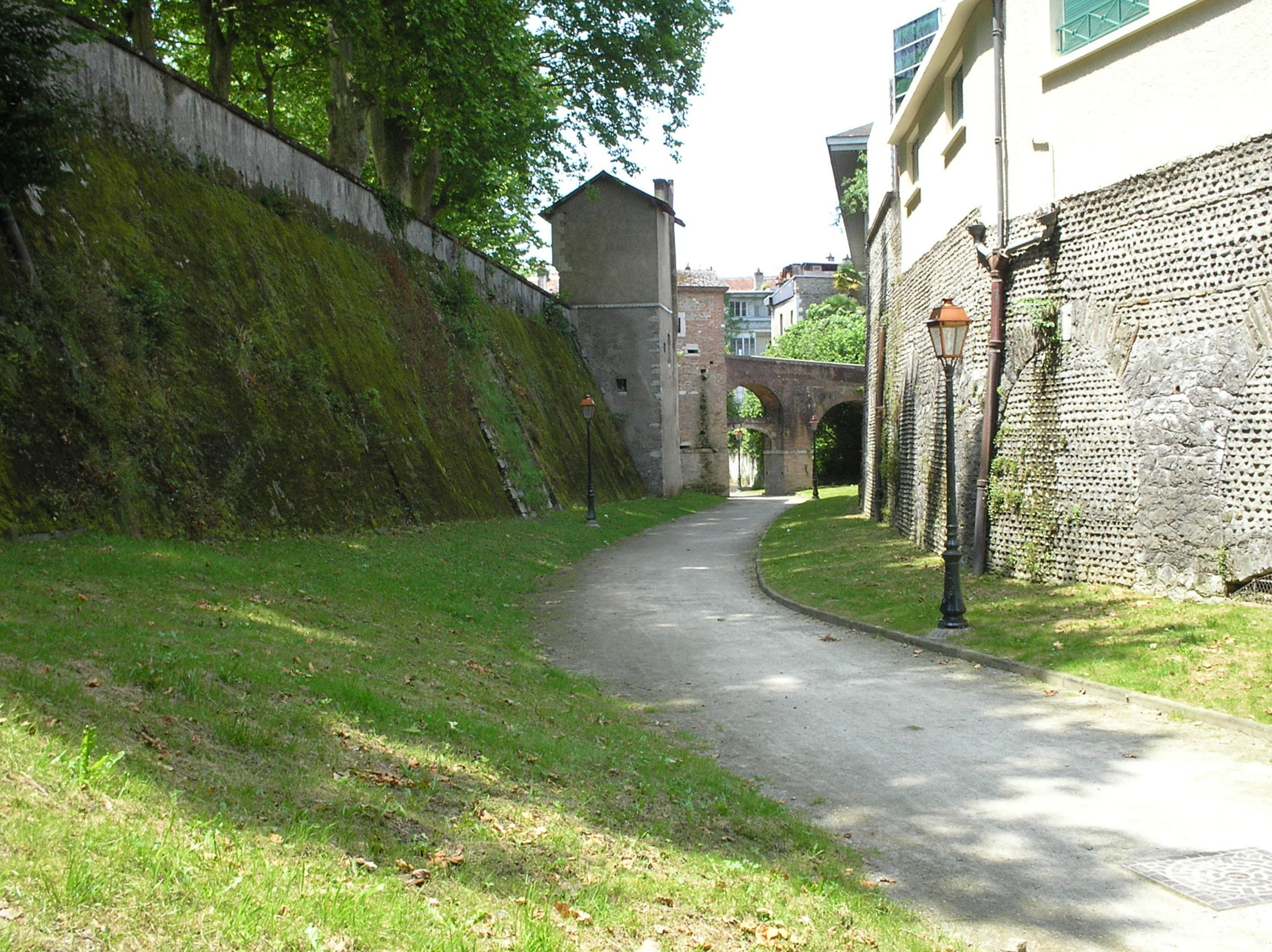
Pont de Lassansaà.
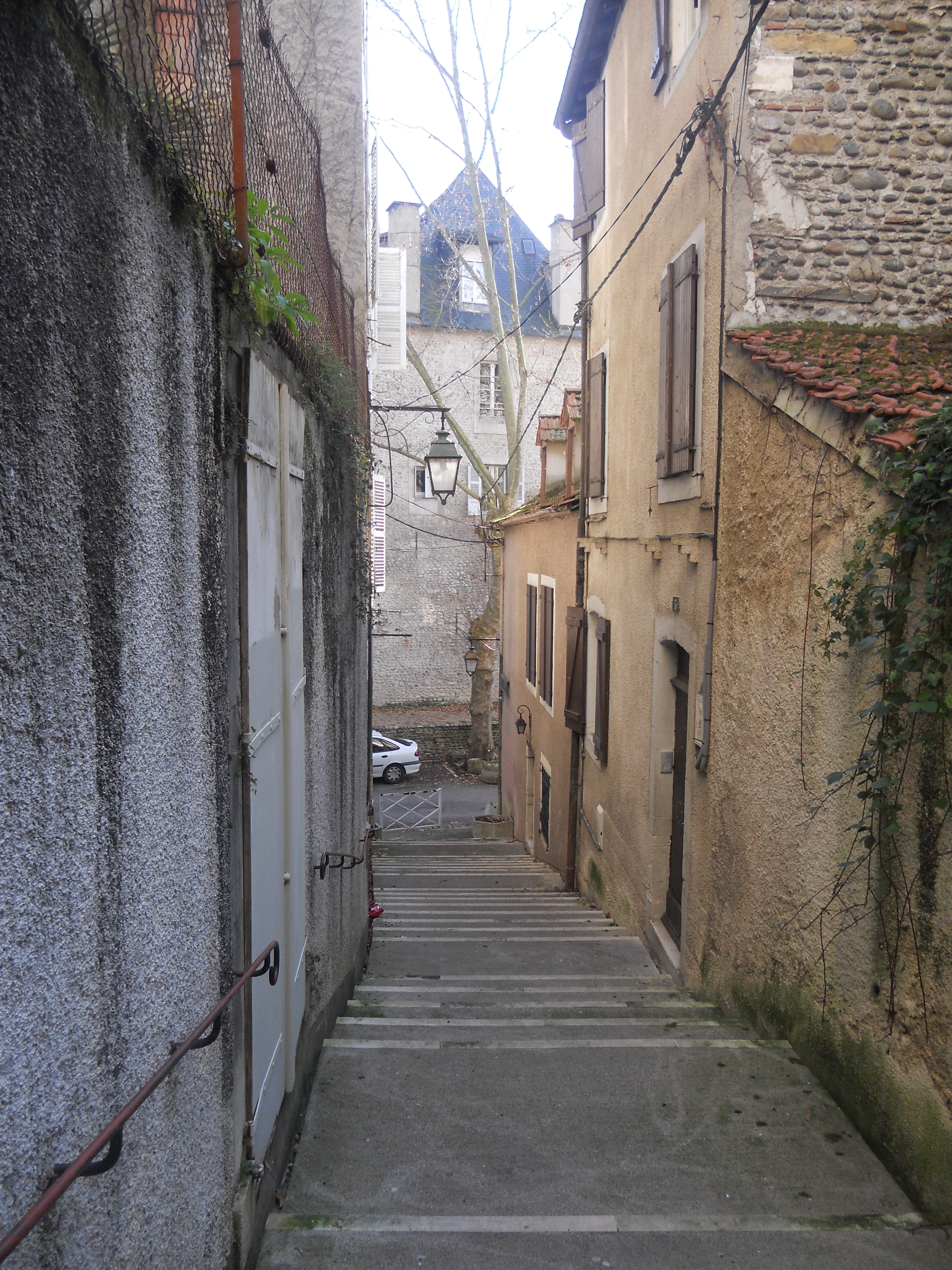
Passage Parentoy.
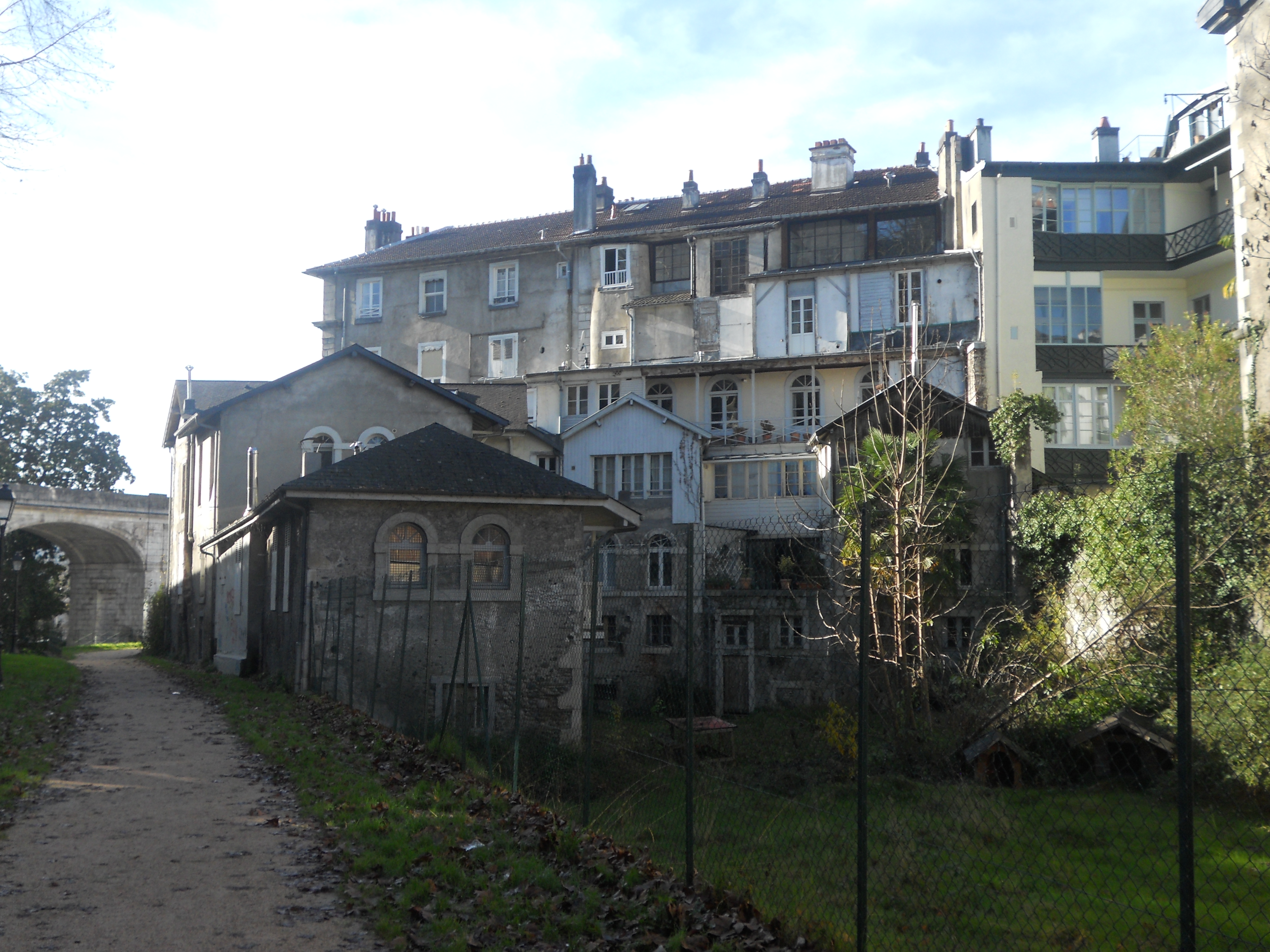
Immeubles au pied du château.
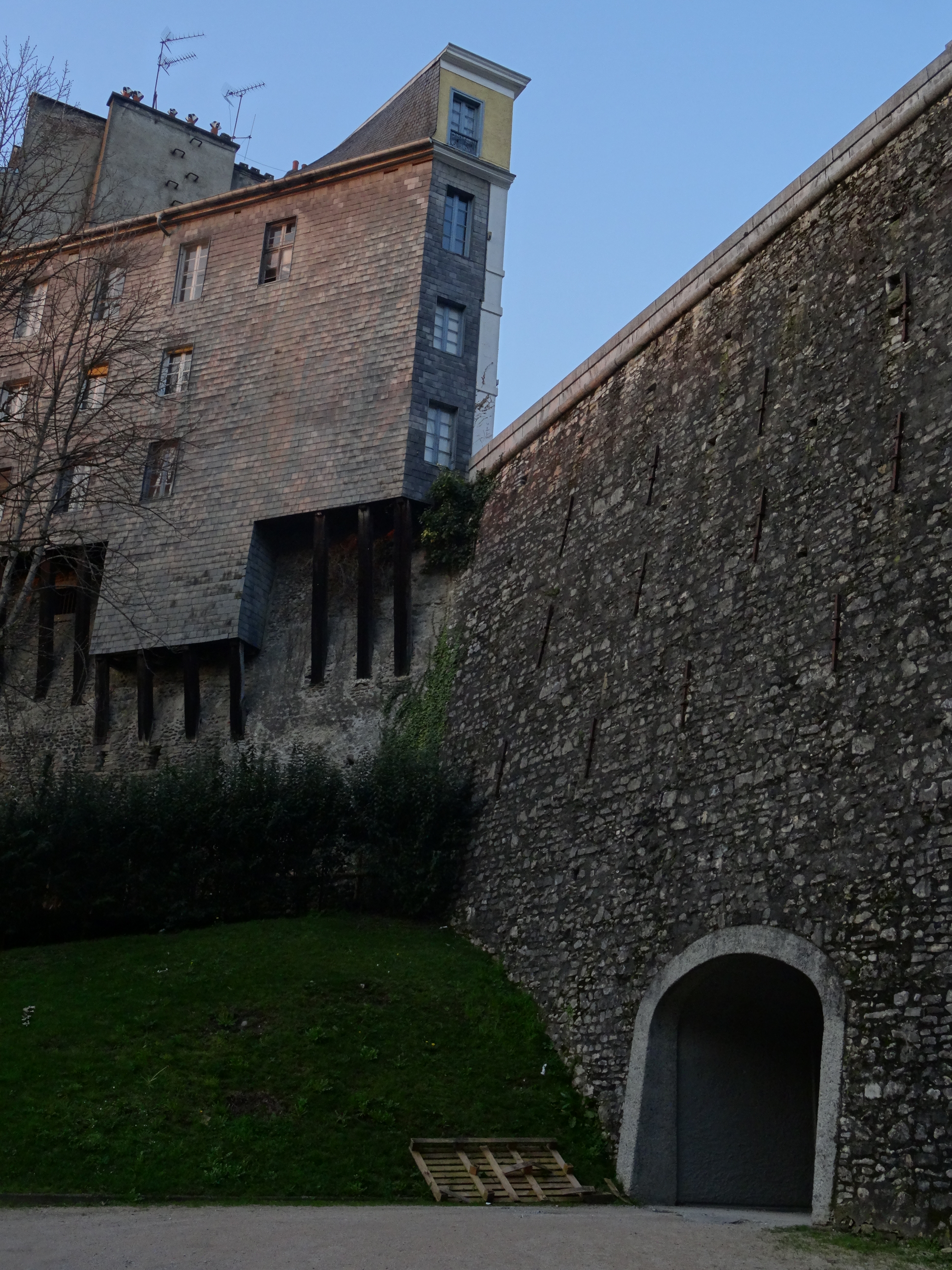
Pont neuf de la rue Bordenave d'Abère.
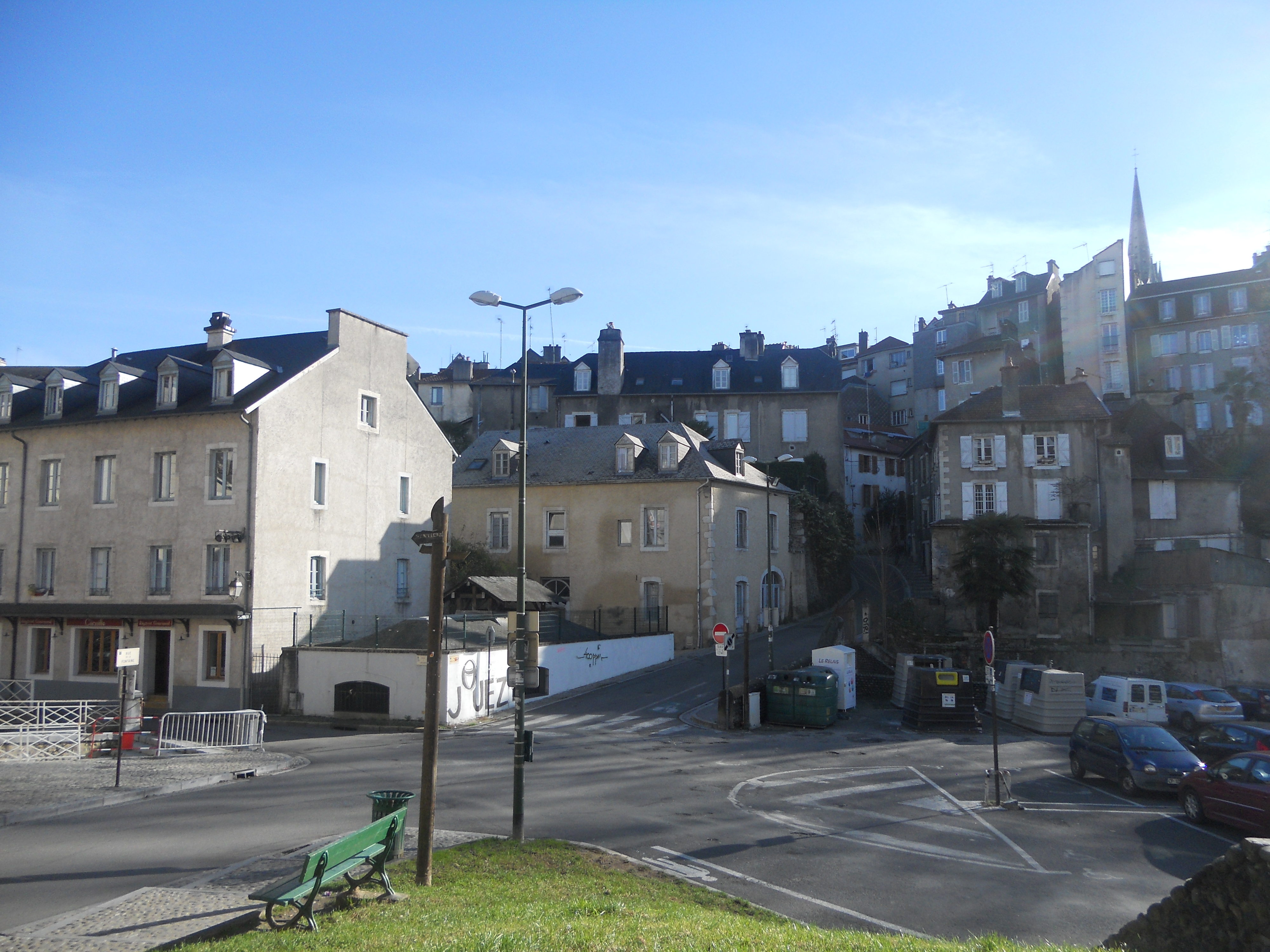
Place Récaborde avant sa rénovation.

## Culture et patrimoine

### Culture populaire
Le film américain Et vint le jour de la vengeance (Behold a Pale Horse) réalisé par Fred Zinnemann et sorti en 1964 y a été en partie tourné. Il est basé sur la vie de l'anarchiste espagnol Quico Sabaté.  
Anecdote insolite, l'acteur Jean Rochefort y incarne un rôle secondaire de prêtre, mais n'est pas crédité dans sa filmographie, ni même sur l'Internet Movie Database . 
Le roman La Côte des malfaisants de Celou Arasco obtient le Prix Fénéon en 1950, est centré autour du quartier. Le livre est réédité en 2016 par les éditions ariégeoises Les 3 Chaises . 

#### Manifestations culturelles
- Carnaval biarnés
- Hestiv'Òc

### Rues pittoresques et patrimoine architectural

#### La fontaine du Hédas

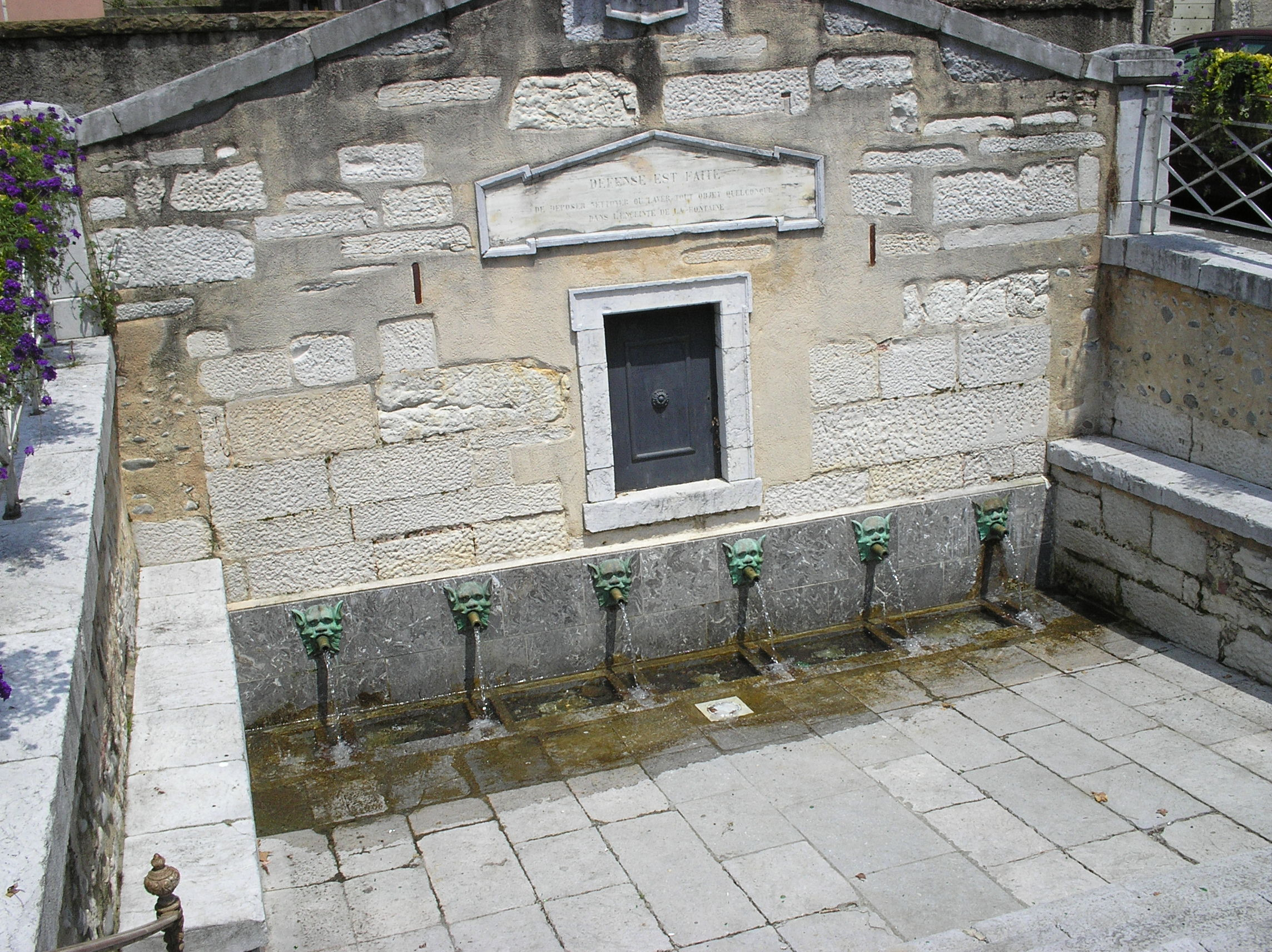
La fontaine du Hédas avant sa rénovation

La fontaine du quartier fut pendant très longtemps le seul point d'eau de la ville de Pau. Plusieurs fois menacée par des projets urbanistiques, elle résistera aux ravages du temps. Sa forme actuelle est héritée du XVIIIe siècle, avec des modifications importantes au XIXe siècle.
La rue de la Fontaine a longtemps été le seul accès au quartier.

##### Hount de las Hadas
Comme dans tout le Béarn, et dans la zone pyrénéenne, Pau possédait une fontaine aux fées, que l'on situe généralement près du cimetière actuel. Les fées se réunissaient la nuit, au Sabbat, et les malades se rendaient à la fontaine dans l'espoir de guérir miraculeusement. 
Au Moyen Âge, des enquêtes étaient dirigées contre les sorcières, et souvent suivies d'arrestations. On enfermait ces victimes de la superstition publique dans la prison la plus rapprochée du lieu où elles avaient été saisies, captionades.
Ainsi, les sorcières étaient tenues «aux fers et aux ceps, pieds et mains enchaînés, dans les prisons de Navarrenx, de Bougarber, d'Oloron, de Salies et de Pau, la capitale. 
Alexis Peyret, dans les Countes Biarnes que Marcel Amont met en musique, relate ses expériences avec les fées.

« Auprès de Pau, avez-vous quelquefois regardé, par delà la lande du Pont-Long, les coteaux couverts de taillis touffus? Là se trouvent Serres-Castet, Bournos, Sauvagnon, pays de loups..... Arcencam, un habitant de Bournos, a femme et fille tres-jolies. Il s'est aperçu, une nuit, qu'après s'être frottées d'un onguent mystérieux, elles s'étaient, par la cheminée, élancées hors de la maison. Il veut aller à leur recherche. Par la vertu de l'onguent dont il a fait usage, lui aussi, il arrive au milieu d'un bois... Quel vacarme ! Quelle musique infernale ! C'est le Sabbat. Les sorcières dansaient, les sorciers gambadaient, les démons sautaient, comme poissons hors de l'eau ; et pendant que les uns bramaient, les autres sonnaient du cor ; d'autres pintaient, ou folâtraient sous les chênes. Le Diable était là, couvert de son plus beau vêtement, rouge comme un charbon ; la plume de coq lui pend derrière l'oreille ; deux cornes se dressent sur sa tête; on n'en vit jamais de pareilles ; il traîne une queue de six pieds de long ; il a la barbe et les cheveux roussis par le feu de l'enfer.... Qui n'aurait reconnu Satan ! »

— Alexis Peyret

#### Le lavoir
Le lavoir fut pendant longtemps un outil de travail pour les femmes du quartier qui lavaient le linge des grands hôtels ou des habitants aisés des quartiers de la ville haute. Il fut également un lieu de vie sociale, il était surnommé ironiquement la chambre des députés. Sa charpente en bois et ses bassins existent toujours mais sont cachés derrière un mur surélevé.

#### La tour du Bourreau

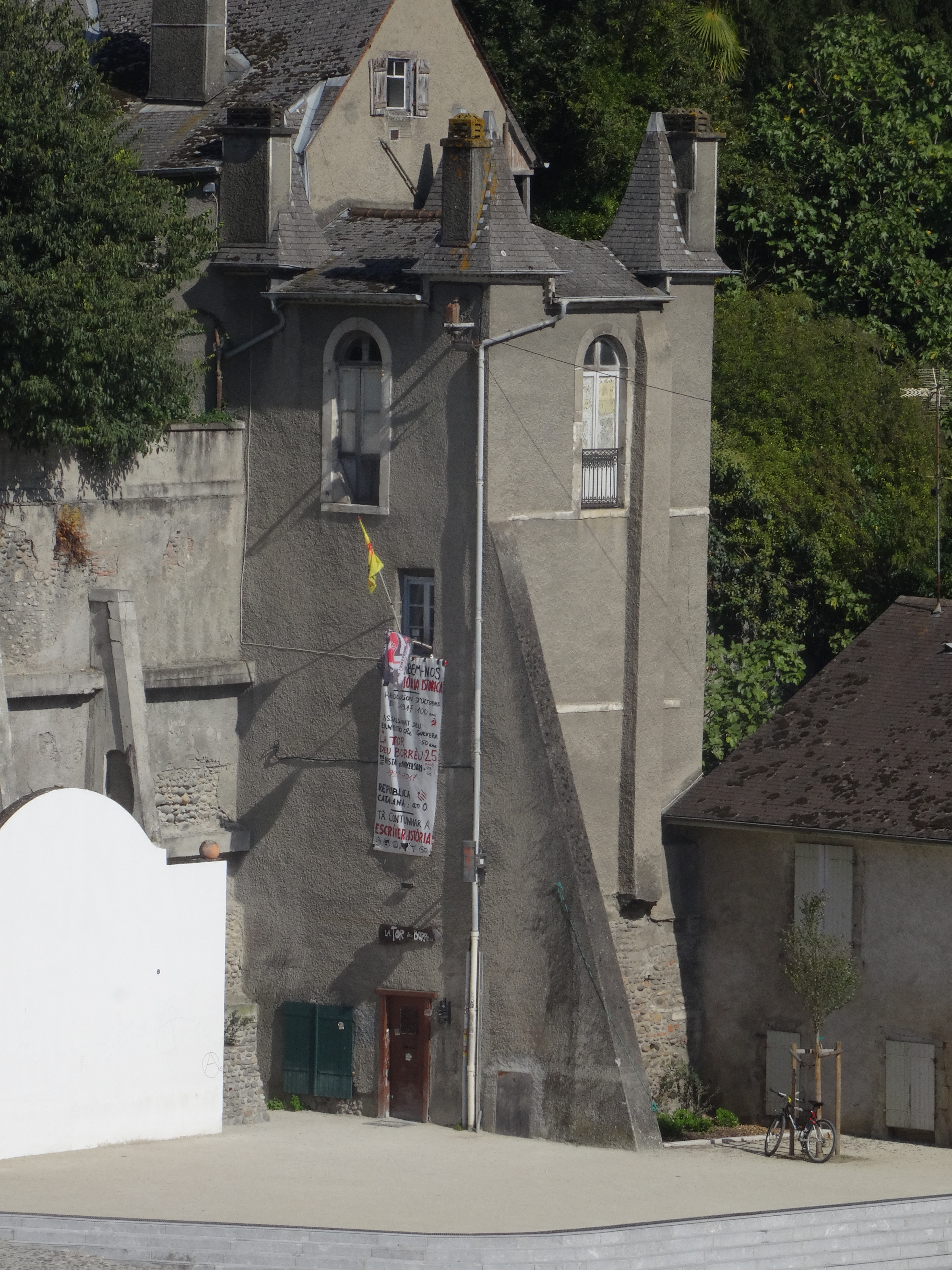
Tor du Borrèu.

La tour du Bourreau ou tor deu borrèu en béarnais, est la maison du dernier bourreau de Pau. Elle est toujours debout, ornée d'un lion sur sa façade. Il est raconté qu'en 1689, on ne trouva pas de bourreau pour exécuter une sentence. On choisit donc un homme parmi les condamnés, qui fut finalement gracié. 
Rétribué pour chaque exécution, le bourreau bénéficiait d’un privilège particulier dû à sa fonction. En effet, il bénéficiait du droit de prendre une poignée de toute marchandise vendue sur les marchés de Pau.
Cette coutume s'apparente à celle des meuniers qui, en Béarn, prélevaient la « punhère », quantité de grains indéterminée et prélevée à mains jointes (poignée de grain) pour paiement en nature de la mouture.  Lou mouliè biu de la punhère
En 1642, le meunier d'Ousse avait été condamné par le parlement de Navarre pour s'être livré dans son moulin à ce genre de brutale punhère. La « mouture du meunier d’Ousse » est ainsi devenue une expression en Béarn pour désigner les violences infligées à une femme.
La tour du Bourreau abrite aujourd'hui les locaux de l'organisation Libertat !.

#### Rue Tran

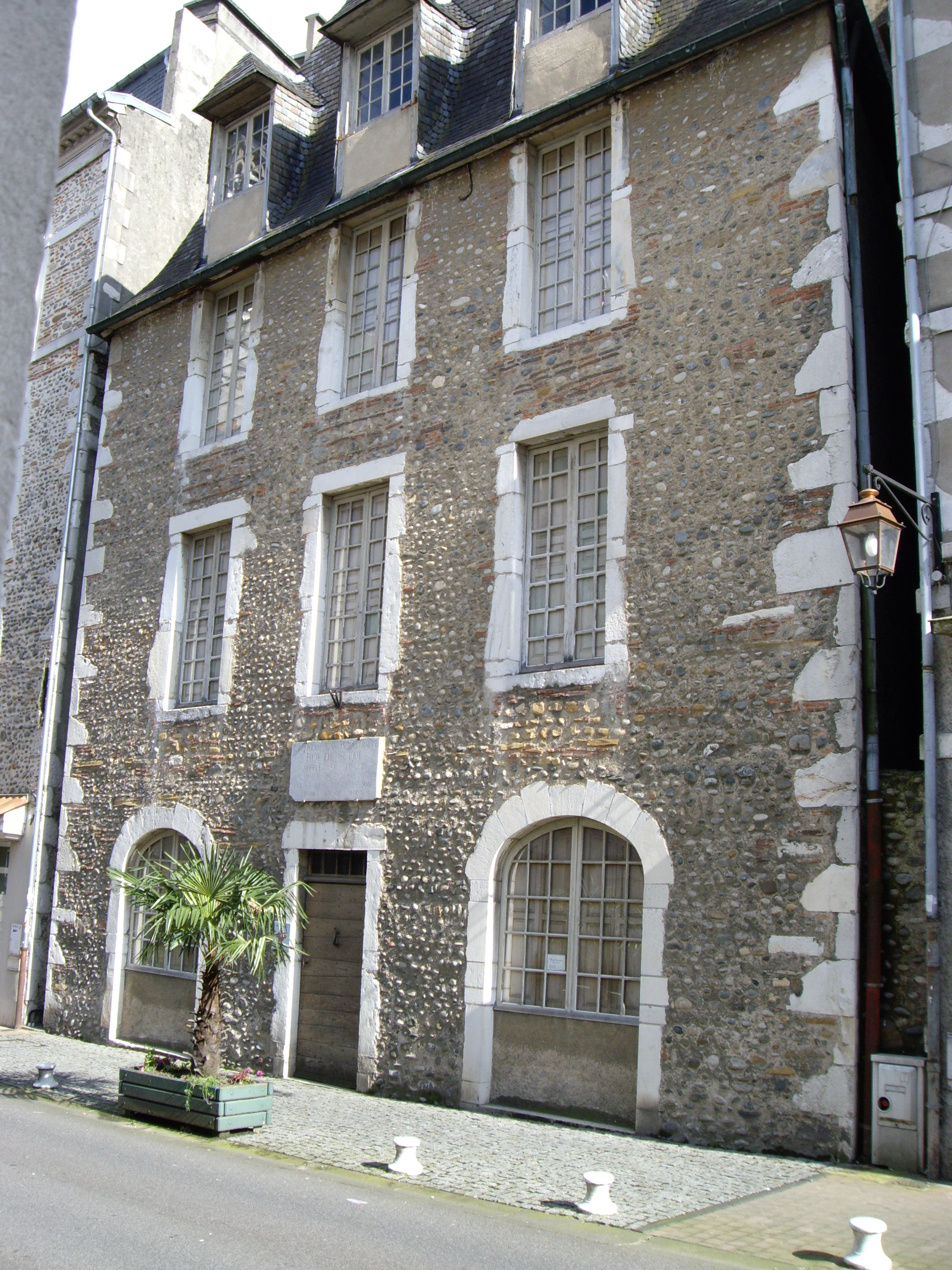
Maison natale de Bernadotte.

Cette rue a longtemps eu la réputation d'être « la plus incommode et la plus dangereuse des rues de Pau : tortueuse et étroite, d’une pente forte et irrégulière formant dos d’âne en son milieu et que les attelages ne pouvaient remonter parfois qu’en prenant la chaussée de biais ».  
Jean de Tran, charpentier et conseiller municipal, a donné son nom à la rue. Il fut le premier cagot réhabilité en 1625, d’après un vers de « L’Histoire des races maudites », de Francisque Michel, désigne comme le chef des cagots (Tran de Pau, noste gran majorau).
Il demeurait dans la maison du n°23 dans la cour de laquelle on peut voir une Diane chasseresse. Le poète Francis Jammes louait la beauté de cette rue : elle est « la plus longue, la plus gracieuse que je connaisse ».
La maison natale de Jean-Baptiste Bernadotte, Maréchal de Napoléon, Prince héritier de Suède qui naquit dans ce quartier en 1704, est située entre les rues Tran et Bernadotte. En 1829, elle est renommée Maison Balagué. 
Les années passant, cette maison tombant en ruines, elle fut menacée de destruction. Cependant, en 1935 un groupe de citoyens créa la société du musée Bernadotte. La municipalité de Pau en fit l'acquisition en 1949. La maison fut ainsi restaurée, afin d'y installer définitivement le musée.
La Maison Bernadotte est l'actuelle famille royale de Suède. Les Bernadotte règnent toujours sur la Suède : le roi actuel Charles XVI Gustave est le septième héritier Bernadotte de la dynastie. Un autre de ses héritiers, le comte Folke Bernadotte, fut le premier dirigeant de l'ONU assassiné, en 1948 en Israël. Il est aussi l'ancêtre de plusieurs autres têtes couronnées, notamment au Luxembourg, en Belgique, au Danemark et en Norvège.

#### Rue des Cordeliers
L’installation du couvent des Cordeliers au nord du Hédas en 1650, rend indispensable la construction du premier pont franchissant le ruisseau du Hédas et la création de la rue des Cordeliers, permettant d'accéder au Borg Viehl sans avoir à descendre la rue de la Fontaine. En 1672 est construit le pont des Cordeliers, qui enjambe le Hédas et étend la ville vers le nord, au delà de « l’infâme faubourg au-dessus de la fontaine ». 
La ville, longtemps destinée à s'étendre vers l'Est entre les cours du gave et du Hédas, s'ouvre vers le nord. 
A la Révolution, le couvent devient propriété de la Ville, qui le détruit afin de créer la place de la Libération.  
Deux escaliers permettent d'accéder au quartier du Hédas dont les noms portent ceux d’habitants, le passage Darracq (aussi appelé Côte de Jolibert) et le passage Parentoy au niveau du n°25. 
L’Académie Royale s’y installa jusqu’en 1793 et aménagea un théâtre.

#### Rue René Fournets
Cette rue a toujours été considérée comme indissociable de la Côte de la Fontaine, a été baptisée du nom de René Fournets, grand chanteur né dans le quartier en 1858 au n°8, à l'Hôtel des Balances. L'étymologie est obscure, mais le bâtiment abritait par le passé des services de Justice (Balance de la justice), mais aussi les poids publics lorsque le marché se tenait Place Reine Marguerite. René Fournets se produisit à l’Opéra de Paris, au Palais Garnier ou encore à l’Opéra-Comique. 

#### Rue de Guiche
Après la finalisation de la couverture du lit du ruisseau en 1895, des usines s’y installent comme la teinturerie Daran et les bérets Cazenave. 
L'ancienne teinturerie Daran a été transformée en Maison de l'Enfance.

#### Rue Bordenave d'Abère
Cette rue relativement récente a permis de relier la ville haute et le Borg Vielh à la Haute-Plante, avec la percée de la place Gramont Le place est construite sur des terrains formant une partie des jardins du château de Pau. Plus belle place architecturée de la ville, elle est conçue entre 1778 et 1783 par François Flamichon, ingénieur-géographe du roi Louis XVI, puis réalisée entre 1817 et 1838, par Jean Latapie, architecte départemental.
La construction d’un nouveau pont sur le ravin du Hédas est décidée en 1747. La construction du Pont-Neuf, qui sera rebaptisé rue Bordenave d’Abère, n’est toutefois achevé qu’en 1773, devenant alors la principale entrée au sud la ville. 
L'immeuble A la belle jardinière,  est construit en 1876 est emblématique de la ville, avec sa galerie en bois fermée et vitrée plongeant sur le Hédas en contrebas.

### Les ponts du quartier
Le ravin du Hédas fut pendant très longtemps un obstacle au développement de la ville. Après s'être largement étendu vers l'est, il fut décidé de construire de nombreux ponts pour entamer le développement de la ville vers le nord. Un ensemble de sept ponts a ainsi été construit afin de franchir cet obstacle naturel :
- le Pont de la rue Marca, reliant le château de Pau au parc
- le Pont Neuf de la rue Bordenave d'Abère, achevé en 1786
- le pont des Cordeliers, premier pont au-dessus du ravin achevé en 1678.
- le pont de Serviez, autrefois appelé pont de la République, achevé en 1802
- le pont de Samonzet, achevé en 1840 lors de la création de la rue du même nom
- le pont de Lassansaà, pont en brique rouge dont la première version aurait été créée par Catherine de Bourbon
- le pont rue Rivarès, pont le plus à l'est.

## Population et société

### Économie
Longtemps quartier des artisans de la ville, le Hédas a davantage, au XXIe siècle, une vocation culturelle, centrée autour de la culture béarnaise, et attire de nombreux bars et restaurants.

### Sports
- Le Pau Basket-Ball Club évolue au Hédas ;
- La Section paloise (escrime) est historiquement implantée dans le quartier.
- Le FC España dans les années 30[69].

## Personnalités emblématiques
- François Récaborde
- Celou Arasco